# 중앙다르푸르주

중앙다르푸르주의 위치

중앙다르푸르주(아랍어: غرب دارفور)는 수단의 주로 주도는 잘링게이이다. 다르푸르를 구성하는 5개 주 가운데 하나이다. 2012년 1월 다르푸르 평화 협상에 따라 신설되었다.